# Karl Sutter
Karl Sutter, né le 10 mai 1914 à Bâle en Suisse et mort le 14 septembre 2003  à Berlin, est un athlète allemand spécialiste du saut à la perche. Il remporte le titre de champion d'Europe en 1938.

## Biographie

### Palmarès
| Date | Compétition           | Lieu  | Résultat | Performance |
| ---- | --------------------- | ----- | -------- | ----------- |
| 1938 | Championnats d'Europe | Paris | 1er      | 4,05 m      |

### Records
| Épreuve          | Performance | Lieu  | Date             |
| ---------------- | ----------- | ----- | ---------------- |
| Saut à la perche | 4,05 m      | Paris | 3 septembre 1938 |